# Notropis buchanani
Notropis buchanani är en fiskart som beskrevs av Meek, 1896. Notropis buchanani ingår i släktet Notropis och familjen karpfiskar. Inga underarter finns listade i Catalogue of Life.